# 扁芒菊新
扁芒菊新（学名：Waldheimia tridactylites）为菊科扁芒菊属下的一个种。

## 扩展阅读
維基物種上的相關：扁芒菊新